# Engins
Engins település Franciaországban, Isère megyében. Lakosainak száma 429 fő (2022. január 1.). Engins Noyarey, Saint-Nizier-du-Moucherotte, Sassenage, Seyssinet-Pariset, Fontaine, Lans-en-Vercors és Autrans-Méaudre-en-Vercors községekkel határos.

## Népesség
A település népességének változása:
| Lakosok száma | 151  | 288  | 352  | 465  | 496  | 473  | 465  | 449  | 441  | 429  |
|               | 1968 | 1982 | 1990 | 2006 | 2013 | 2015 | 2017 | 2019 | 2020 | 2022 |